# Sjaj u Ocima
Sjaj u očima è un film del 2003 diretto da Srđan Karanović.